# Along Came a Spider
Along Came a Spider, titulada La hora de la araña en España y Telaraña en Hispanoamérica, es una película de suspense estrenada el 6 de abril de 2001 en Estados Unidos y el 1 de junio del mismo año en España. Protagonizada por Morgan Freeman y Monica Potter y dirigida por Lee Tamahori. Basada en la novela de James Patterson y en la que vuelve a aparecer el personaje de Alex Cross, interpretado anteriormente por Morgan Freeman en la película Kiss the Girls (1997).

## Sinopsis
El brillante, peligroso y sin ningún tipo de escrúpulos Gary Soneji (Michael Wincott), criminal buscado por la policía, ha encontrado trabajo en un prestigioso y elitista colegio privado de la ciudad de Washington. Soneji tiene sus ojos puestos en una de la niñas, llamada Megan, que es la hija de un importante senador de los Estados Unidos.
El criminal se pone en contacto con el detective Alex Cross (Morgan Freeman), que será el encargado de resolver el caso junto a un gran equipo en el que se encuentra la guardaespaldas de Megan durante su estancia en el colegio, llamada Jezzie Flannigan (Monica Potter); juntos unirán fuerzas y tratarán de resolver este complicado secuestro.

## Reparto
- Morgan Freeman (Alex Cross)
- Monica Potter (Jezzie Flannigan)
- Michael Wincott (Gary Soneji)
- Dylan Baker (Ollie McArthur)
- Penelope Ann Miller (Elizabeth Rose)
- Anton Yelchin (Dimitri Starodubov)

## Localizaciones
Along Came a Spider se rodó entre el 28 de febrero y mayo de 2000 en diferentes localizaciones de Estados Unidos y Canadá. Destacando las ciudades de Vancouver, Baltimore y Washington, y la provincia canadiense de Columbia Británica.

## Recepción crítica y comercial
Según la página de Internet Rotten Tomatoes obtuvo un 32% de comentarios positivos, llegando a la siguiente conclusión: "Derivativa y contiene situaciones demasiado inverosímiles." Destacar el comentario del crítico cinematográfico Jay Boyar: 

«Along Came a Spider es visible, pero eso es todo.»
Jay Boyar.

Según la página de Internet Metacritic obtuvo críticas mixtas, con un 42%, basado en 31 comentarios de los cuales 7 son positivos. Recaudó en Estados Unidos 74 millones de dólares. Sumando las recaudaciones internacionales la cifra asciende a 105 millones. Su presupuesto oscila entre los 28 y los 60 millones, dependiendo de las fuentes.

## DVD
Along Came a Spider salió a la venta el 11 de noviembre de 2001 en España, en formato DVD. El disco contiene menús interactivos, acceso directo a escenas, subtítulos y audio en múltiples idiomas, making of y tráiler cinematográfico. En Estados Unidos salió a la venta el 25 de septiembre de 2001, en formato DVD. El disco contiene menús interactivos, acceso directo a escenas y subtítulos y audio en múltiples idiomas.